# HD 74156 b
HD 74156 b는 바다뱀자리 방향으로 지구로부터 약 210.6광년 떨어진 곳에 있는 외계 행성이다. 이 행성의 최소 질량은 목성의 0.88배 정도로 가스 행성으로 추측되며, 항성에 매우 가까이 붙어 돌고 있으므로 뜨거운 목성으로도 부를 수 있다. 항성의 열기 때문에 b의 표면은 뜨겁게 달궈져 있어 대기가 팽창하여 행성 반지름은 목성보다 15퍼센트 더 클 것이다. 2001년 4월 4일 마이클 메이어, Dominique Naef 연구진이 발견했다. 발견 방법은 도플러 분광법으로, 외계 행성을 발견하는 데 가장 많이 사용된 기법이다. 마이클 메이어 연구진은 b와 함께 같은 어머니 항성을 둔 형제 행성 HD 74156 c의 존재도 함께 발표했다.

## 같이 보기
- HD 74156 c
- HD 74156 d

## 참고 문헌
- (영어) Naef;  외. (2004). “The ELODIE survey for northern extra-solar planets III. Three planetary candidates detected with ELODIE”. 《Astronomy and Astrophysics》 414 (1): 351–359. doi:10.1051/0004-6361:20034091.